# József Sákovics
Dans le nom hongrois Sákovics József, le nom de famille précède le prénom, mais cet article utilise l’ordre habituel en français József Sákovics, où le prénom précède le nom.
József Sákovics est un escrimeur hongrois né le 26 juillet 1927 à Budapest et mort le 2 janvier 2009 dans la même ville.
Il participe à toutes les olympiades de 1952 à 1960. Il y remporte deux médailles en fleuret par équipe (1 d'argent et 1 de bronze) et une médaille de bronze en épée par équipe.
Il est le mari de l'escrimeuse Lídia Dömölky.

## Palmarès
- Jeux olympiques d'été
  -  Médaille d'argent en fleuret par équipe aux Jeux olympiques d'été de 1956 à Melbourne
  -  Médaille de bronze en épée par équipe aux Jeux olympiques d'été de 1956 à Melbourne
  -  Médaille de bronze en fleuret par équipe aux Jeux olympiques d'été de 1952 à Helsinki

- Championnats du monde d'escrime
  -  Médaille d'or en épée individuelle en 1953 à Bruxelles.
  -  Médaille d'or en épée par équipe en 1959 à Budapest.
  -  Médaille d'argent en fleuret par équipe en 1962 à Buenos Aires.
  -  Médaille de bronze en fleuret par équipe en 1953 à Bruxelles.
  -  Médaille de bronze en épée par équipe en 1955 à Rome.